# Helmut Rahn

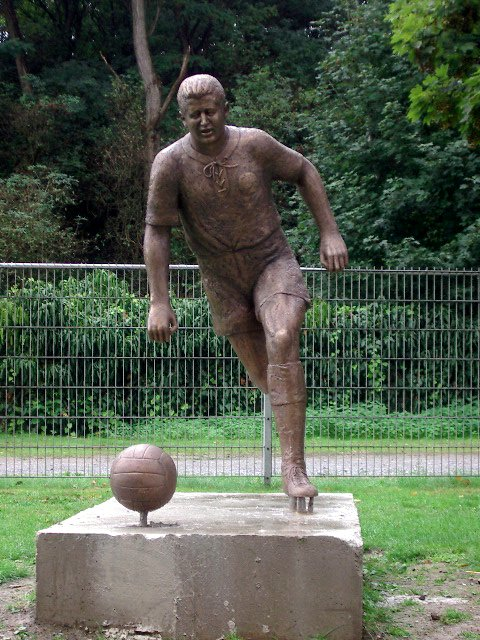
Estátua de Helmut Rahn em frente do estádio Georg-Melches-Stadion, Essen.

Helmut Rahn (Essen, 16 de agosto de 1929 — Essen, 14 de agosto de 2003) foi um futebolista alemão. Celebrizou-se como autor de dois gols que deram à seleção alemã-ocidental a vitória na final da Copa do Mundo FIFA de 1954, a primeira ganha pelo país, incluindo no lance que valeu o título sobre a favorita Hungria, no chamado "Milagre de Berna". Era apelidado de Der Boss ("O Chefe") e tem média de um gol por jogo na história das Copas do Mundo FIFA, com quatro em 1954 e seis na edição de 1958, da qual foi vice-artilheiro ao lado de Pelé.
Entre os titulares dos campeões mundiais de 1954, Rahn era o único representante do Rot-Weiß Essen, clube de sua cidade natal. O filme O Milagre de Berna é dedicado ao jogador, co-protagonista juntamente de um fã fictício que ao início da película, ainda antes do mundial, suspira que o Rot-Weiß jamais seria campeão alemão. Rahn defendeu o time entre 1951 e 1960, e precisamente na temporada seguinte à conquista da Copa do Mundo conseguiu o título de 1954-55 do campeonato alemão-ocidental, ainda o único obtido pela equipe. Em 1952-53, o clube também já havia obtido sua igualmente única conquista na Copa da Alemanha Ocidental.[carece de fontes?]
Ele também era tio-avô dos jogadores, o teuto-ganês Kevin-Prince Boateng e seu irmão Jérôme Boateng (que atuava pela Seleção Alemã), cuja mãe de ambos, Christine Rahn, é sobrinha do campeão de 1954.[carece de fontes?]

## Carreira clubística
Rahn apareceu no futebol adulto primeiramente no Katernberg, na temporada 1950-51 do campeonato alemão-ocidental, marcando sete gols em trinta partidas no Grupo Oeste da chamada Oberliga. O clube terminou em 12º entre dezesseis equipes, dois pontos acima do rebaixamento. O desempenho de Rahn nesse contexto o levou a poucos meses depois, em novembro de 1951, estrear pela seleção alemã-ocidental.[carece de fontes?]
Em paralelo à estreia na seleção, Rahn já atuava na temporada 1951-52 pelo Rot-Weiß Essen, outra equipe do Grupo Oeste. Na temporada, Rahn marcou vinte vezes em 29 partidas pelo novo clube, líder do grupo. Classificada à fase nacional, a equipe ficou em segunda no quadrangular-semifinal, eliminada nos critérios de desempate pelo futuro campeão Stuttgart, a despeito de nessa fase Rahn ter marcado cinco vezes em seis jogos.[carece de fontes?]
Na temporada 1952-53, Rahn marcou nove vezes em 28 partidas, e o Rot-Weiß ficou em terceiro no Grupo Oeste.[carece de fontes?] Em paralelo, o time conseguiu um título, na Copa da Alemanha Ocidental. Na campanha, chegou a impor um 6-1 no Hamburgo, derrotando na final o Alemannia Aachen por 2-1.[carece de fontes?] Ainda é a única Copa alemã vencida pela equipe de Essen.[carece de fontes?]
Rahn marcou dezoito vezes em trinta jogos do Grupo Oeste da Oberliga na temporada 1953-54, mas o clube terminou um ponto abaixo do líder Colônia,[carece de fontes?] onde jogava outro protagonista da seleção campeã da Copa do Mundo FIFA de 1954 - Hans Schäfer. Rahn foi convocado ao mundial como único representante do Rot-Weiß Essen entre os titulares da seleção campeã. Antes de ir à Copa, o jogador e o clube realizaram uma excursão ao Rio da Prata, conseguindo derrotar por 3-1 o Independiente (com um gol de Rahn) e por 3-0 o Peñarol.[carece de fontes?]
Já após ser o grande herói do improvável título mundial, o primeiro do seu país, Rahn conseguiu em seguida também o primeiro título alemão do seu clube. Rahn recusou propostas de clubes da Espanha, Itália e até da África para seguir na equipe de sua cidade.
O ponta-direita então marcou na temporada 1954-55 inicialmente cinco vezes em dezenove partidas no Grupo Oeste, liderado pelo Rot-Weiß com seis pontos de vantagem sobre o segundo colocado. Na fase nacional, após enfim superar o quadrangular-semifinal, o time bateu por 4-3 o Kaiserslautern,[carece de fontes?] nada menos que a equipe-base da seleção vencedora da Copa, à qual fornecera cinco titulares - incluindo Fritz Walter. Ainda hoje, é o único título alemão do Rot-Weiß.[carece de fontes?]
O título também fez o Rot-Weiß ser o primeiro representante alemão na Liga dos Campeões da UEFA, presente na Liga dos Campeões da UEFA de 1955-56, a edição inaugural do torneio, caindo no primeiro mata-mata, contra o Hibernian. Em paralelo, Rahn marcou nove vezes em 24 partidas do Grupo Oeste, no qual seu clube terminou em quinto. Na temporada 1956-57, foram dez gols em 21 jogos, com o time em nono, mas ainda assim em contraste com o vizinho Schwarz-Weiß Essen, rebaixado. Na de 1957-58, Rahn marcou oito vezes em 27 partidas, e seu time foi sétimo. Foi a última temporada de Rahn no Rot-Weiß Essen.[carece de fontes?]
O jogador transferiu-se para o Colônia a partir da temporada 1959-60.[carece de fontes?] Este clube, também do Grupo Oeste, vinha conseguindo regularmente boas campanhas e terminou aquela temporada na liderança regional,[carece de fontes?] com o reforço marcando onze vezes em 29 jogos naquela fase.[carece de fontes?] Na fase nacional, foram quatro gols em sete partidas. O time, que falhava em avançar do quadrangular-semifinal, conseguiu pela primeira vez supera-lo, levando a melhor nos critérios de desempate contra o Werder Bremen. Mas terminou derrotado por 3-2 pelo Hamburgo na decisão.[carece de fontes?]
Rahn não passou de uma temporada como jogador do Colônia: na de 1960-61, estava transferido ao futebol dos Países Baixos,[carece de fontes?] como um dos primeiros alemães a reforçar a liga neerlandesa, contratado pelo Enschede. Foram três temporadas na Eredivisie, marcando respectivamente quatorze vezes em 27 partidas na de 1960-61, doze em 21 na de 1961-62 e treze em 21 na de 1962-63.[carece de fontes?] Sua equipe nas duas primeiras não superou o 12º lugar, terminando em quinto na última.[carece de fontes?] A popularidade que tinha, por outro lado, fez com que fosse o primeiro futebolista alemão a receber um visto para visitar Israel.
Rahn voltou à Alemanha Ocidental para a temporada 1963-64,[carece de fontes?] a primeira em que a elite do campeonato local deixou a regionalização, adotando o formato de Bundesliga. Reforçou o Meidericher, marcando oito gols em dezoito partidas na primeira edição da Bundes. A equipe foi vice-campeã. Nas duas temporada seguintes, porém, Rahn só pôde jogar uma vez, encerrando a carreia ao fim da temporada 1965-66.[carece de fontes?]

## Seleção
Rahn estreou pela seleção alemã-ocidental em 21 de novembro de 1951, em vitória por 2-0 sobre a Turquia em Istambul. No mês seguinte, em 23 de dezembro, jogou pela segunda vez e marcou pela primeira. Foi na sua cidade de Essen, em vitória por 4-1 sobre Luxemburgo.[carece de fontes?]
Rahn tornou-se figura recorrente da Mannschaft a partir do ano seguinte. Das seis partidas realizadas por ela em 1952, esteve em três, marcando um gol, por 3-2 sobre a Iugoslávia em Ludwigshafen, além de participar de empate em 2-2 com a Espanha em Madrid; das quatro de 1953, incluindo três pelas Eliminatórias da Copa do Mundo FIFA de 1954, Rahn esteve em todas.[carece de fontes?]
O país não havia participado das eliminatórias para o mundial de 1950, tal como outras nações, em função da situação imediata ao pós-Segunda Guerra Mundial. Assim, o desempenho alemão nas eliminatórias seguintes, mesmo em um grupo-triangular com Noruega e o então independente Sarre (reanexado ao território alemão no final da década de 1950) não deixou de ser uma surpresa, ainda que explicada pelo fato do Campeonato Alemão de Futebol só ter sido na guerra interrompido em 1945 - preservando assim muitos jogadores que teriam idade para lutar. A Alemanha começou empatando em 1-1 com os noruegueses em Oslo e depois venceu todas as partidas seguintes, sempre com pelo menos três gols: 3-0 em Stuttgart no Sarre, 5-1 na Noruega em Hamburgo e, já em 28 de março de 1954, 3-1 no Sarre em Saarbrücken. O técnico oponente era Helmut Schön, posteriormente treinador da própria Alemanha Ocidental.

### Copa de 1954
Rahn esteve em todas as partidas das eliminatórias, marcando um gol, nos 5-1.[carece de fontes?] Apesar da surpresa pelo desempenho da Alemanha Ocidental nelas, os alemães seguiram sem favoritismo mesmo estreando no mundial vencendo por 4-1 a Turquia. Foi de virada e Rahn não esteve, com o ponta-direita sendo Bernhard Klodt. Ele entrou no jogo seguinte, justamente contra a sensação Hungria, ainda pela primeira fase. Na ocasião, o técnico Sepp Herberger entendeu que os alemães dificilmente venceriam e optou por escalar um time reserva para poupar os principais jogadores. Os magiares de fato golearam por 8-3, com Rahn marcando um gol quando a partida já estava em 6-1; naquele mundial, cada grupo teria dois cabeças-de-chave, que não se enfrentariam. Por punição disciplinar à expulsão alemã em 1945 dos quadros da FIFA, a entidade delimitou que os cabeças do grupo formado também com a Coreia do Sul seriam Hungria e Turquia, forçando assim o jogo entre alemães e húngaros.
Assim, Klodt regressou à titularidade para a partida seguinte, o jogo-desempate com a Turquia e a goleada alemã sobre os turcos dessa vez foi por 7-2, com o segundo gol adversário só ocorrendo a seis minutos do fim, com o jogo já em 7-1. Mesmo assim, os germânicos não eram considerados favoritos para a partida contra a Iugoslávia, já pelo mata-mata das quartas-de-final. O oponente era visto como uma seleção mais técnica e dominou o jogo inicialmente. Rahn, por sua vez, voltou a jogar no lugar de Klodt e terminou fundamental: o adversário, após marcar um gol contra no início da partida, dominou-a na maior parte restante, chegando a acertar duas vezes a trave e fazer o goleiro alemão Toni Turek ser descrito como o melhor em campo, além de ter outras duas chances salvas em cima da linha pelo defensor Werner Kohlmeyer. Somente aos 41 minutos do segundo tempo a classificação alemã se assegurou, graças a Rahn, que acertou um voleio de fora da área no ângulo direito de Vladimir Beara para finalizar o placar em 2-0, resultado considerado surpreendente contra o favoritismo adversário.
Na semifinal, Rahn foi mantido entre os titulares. A Alemanha Ocidental estava mais confiante, sabendo que a oponente Áustria havia sofrido cinco gols da Suíça, ainda que houvesse a eliminado por marcar sete. Após um primeiro tempo equilibrado, com vitória parcial por 1-0 da Nationalmannschaft, a seleção vizinha terminou derrotada por 6-1, prejudicada pelo nervosismo do seu goleiro, Walter Zeman, que não era o titular. A mídia enfim reconheceu as chances de título dos alemães, embora logo minoradas com a notícia posterior de que Ferenc Puskás, lesionado exatamente naquele duelo de 8-3, estaria apto para participar da decisão após ter se ausentado ao longo do torneio em função da lesão. Rahn, por sua vez, não chegou a marcar na goleada sobre os austríacos, mas foi efetivado na titularidade para a a final.
Na decisão, Rahn participou ativamente de todos os gols alemães. Inicialmente, porém, a Hungria abriu 2-0 ainda antes dos dez minutos. Mas ainda aos onze Max Morlock diminuiu, aproveitando exatamente uma bola que respingou após um chute de Rahn resvalar em Gyula Lóránt. E já nos dezoito veio o empate. No lance do empate, Fritz Walter cobrou escanteio e Hans Schäfer teria cometido falta no goleiro Gyula Grosics, com o braço impedindo este de alcançar a bola, a sobrar livre para a conclusão de Rahn. Os magiares, porém, não reclamaram, tendo o costume de não protestar contra a arbitragem tamanha a confiança, pois mesmo quando a Hungria eram prejudicada, os erros dos juízes terminavam ofuscados: o país do Leste vinha invicto havia anos, acumulando 25 partidas de invencibilidade e muitas por goleada.[carece de fontes?]
Apesar da igualdade alcançada sem demora, a tática do treinador Sepp Herberger foi mantida: ter paciência para defender e aguardar um contra-ataque, ciente de que os magiares, ao contrário dos germânicos, vinham de confrontos mais desgastados, contra Brasil na "Batalha de Berna" e Uruguai (encerrado na prorrogação). Os próprios húngaros optaram por diminuir o ímpeto, receosos de nova prorrogação. E foi em contra-ataque, como ordenado por Herberger, que veio o gol do título, aos 39 minutos do segundo tempo: Schäfer iniciou a jogada, após recuperar a bola no meio-campo, tirando-a de József Bozsik. Schäfer então correu pela esquerda e cruzou para a área. Morlock, Ottmar Walter e os adversários Mihály Lantos e József Zakariás disputaram no ar a bola, e ela sobrou a Rahn, que teve tempo para domina-la, driblar Lantos e acertar um chute rasteiro no canto direito de Grosics. Os húngaros tiveram boas chances para empatar, rendendo uma famosa defesa do goleiro alemão Toni Turek e um gol anulado de Puskás, mas a virada por 3-2 se manteve, no chamado "milagre de Berna".

### Copa de 1958
Após o título de 1954, Rahn, curiosamente, perdeu as cinco partidas seguintes que fez pela Alemanha Ocidental, sem marcar um único gol nelas. Os gols dele retornaram quando ele voltou a vencer, em 3-2 já no ano de 1957 dentro de Viena sobre a Áustria,[carece de fontes?] que havia sido a terceira colocada no mundial da Suíça. Jogou por outras duas vezes naquele ano, sem marcar, mas o retrospecto em declínio não impediu sua convocação à Copa do Mundo FIFA de 1958.[carece de fontes?]
A seleção havia se reformulado bastante entre uma Copa e outra, mantendo apenas poucos remanescentes dos titulares de 1954 - Hans Schäfer, Fritz Walter, Horst Eckel e o próprio Rahn. Na estreia, a Alemanha foi metódica no ataque e venceu de virada por 3-1 a Argentina, que voltava às Copas do Mundo desde 1934, vinha de uma série de títulos na Copa América (incluindo edição de 1957) e curiosamente jogou de camisa amarela sob a determinação da arbitragem de que o tradicional uniforme alviceleste poderia gerar confusão com as camisas brancas dos germânicos; foram usadas no lugar camisas emprestadas do clube local IFK Malmö. Rahn marcou sobre Amadeo Carrizo o gol do empate e o terceiro dos alemães.
Já na segunda partida, a Tchecoslováquia começou ganhando por 2-0, dominando no primeiro tempo. Os alemães foram melhores no segundo e conseguiram empatar em 2-2, com o gol da igualdade sendo marcado por Rahn aos 24 minutos do segundo tempo. Contra a Irlanda do Norte, o time alemão foi primou pelo pragmatismo para obter novo empate em 2-2, favorável às duas seleções, após os adversários estarem por duas vezes à frente do placar - Rahn fez o da igualdade provisória em 1-1, dois minutos após o placar ser aberto pelos britânicos.
No primeiro mata-mata, tal como em 1954, foi derrotada a Iugoslávia, por 1-0 construído ainda no início do jogo, com Rahn marcando aos 12 minutos; os adversários esperavam que ele fosse cruzar e ele surpreendeu com um violento arremate. o jogo seguinte foi válido pela semifinal, contra a anfitriã Suécia. Os alemães abriram o placar, mas os escandinavos terminaram vencendo por 3-1, marcando duas vezes nos dez minutos finais, em partida de arbitragem questionada pelos derrotados - que teriam sofrido o empate após Nils Liedholm tocar com o braço na bola antes de fornecer a assistência para Lennart Skoglund, lance considerado não-intencional; além de ter Erich Juskowiak como único expulso em agressão mútua com Kurt Hamrin e Fritz Walter duramente atingido por Sigge Parling em lance que não foi punido.
Na decisão pelo terceiro lugar, a Alemanha entrou sem cinco titulares, incluindo os lesionados Fritz Walter, Horst Eckel e Uwe Seeler, além do suspenso Juskowiak. Just Fontaine aproveitou-se de erros primários da defesa germânica e conseguiu quatro gols na vitória da França por 6-3. Por outro lado, Rahn teria feito o gol mais bonito do jogo, cobrando um escanteio curto para Horst Szymaniak, recebendo a bola de volta para então driblar Raymond Kaelbel e quase da linha de fundo, sem ângulo, acertar o alto do gol defendido por Claude Abbes.O lance na ocasião diminuiu provisoriamente a derrota para 4-2, aos sete minutos do segundo tempo.
Após a Copa da Suécia, Rahn defendeu a Alemanha Ocidental outras doze vezes, até 1960 (incluindo uma derrota em reencontro com a Hungria, por 4-3, em Budapeste, em 8 de novembro de 1959), marcando cinco gols: um em empate contra a França em Paris, ainda em 1958, em 26 de outubro; dois em empate em 2-2 com a Áustria em Berlim Ocidental, em 19 de novembro daquele ano; um em vitória por 4-0 sobre a Suíça em 4 de outubro de 1959, dentro de Berna; e na sua última partida, em 27 de abril de 1960 contra Portugal, derrotado por 2-1 em Ludwigshafen. Não jogou mais após o segundo semestre daquele ano, quando transferiu-se ao futebol estrangeiro, na liga neerlandesa.[carece de fontes?]

## Títulos
Seleção da Alemanha Ocidental
- Copa do Mundo FIFA: 1954

Rot-Weiß Essen
- Campeonato Alemão-Ocidental: 1954-55
- Copa da Alemanha Ocidental: 1952-53
- Grupo Oeste do Campeonato Alemão-Ocidental: 1951-52 e 1954-55

Colônia
- Grupo Oeste do Campeonato Alemão-Ocidental: 1960-61